# Rhabdocline oblonga
Rhabdocline oblonga är en svampart som först beskrevs av A.K. Parker & J. Reid, och fick sitt nu gällande namn av J.K. Stone & Gernandt 2005. Rhabdocline oblonga ingår i släktet Rhabdocline och familjen Hemiphacidiaceae.   Inga underarter finns listade i Catalogue of Life.